# John Penrose (linh mục)
John Penrose (15 tháng 12, 1778 – 9 tháng 8, 1859) là một linh mục của Giáo hội Anh và là một tác giả về lĩnh vực thần học.

## Tuổi trẻ
John Penrose sinh ra tại Cardinham ở Cornwall, nơi cha ông, cũng có tên là John, là mục sư của giáo xứ. Penrose được giáo dục tại Trường Blundell vùng Tiverton và tại Cao đẳng Corpus Christi của Oxford. Ông đã nhận bằng cử nhân vào năm 1799 và bằng thạc sĩ vào năm 1802.

## Sự nghiệp
Penrose được truyền chức tại Exeter vào năm 1801. Ông đã giữ nhiều vị trí giáo hội trong suốt cuộc đời mình, bao gồm:
- Mục sư xứ Langton bởi Wragby tại Lincolnshire.
- Mục sư xứ Poundstock tại Cornwall
- Mục sư xứ Bracebridge tại Lincolnshire
- Chức vụ mục sư vĩnh viễn xứ North Hykeham thuộc Lincolnshire đã được trao cho Penrose vào năm 1837.

Vào năm 1814, Penrose kết hôn với Elizabeth Cartwright, một giáo viên và là tác giả của nhiều đầu sách thiếu nhi dưới bút danh Mrs Markham. Cặp đôi có ba người con trai, trong đó Francis Penrose là một kiến trúc sư và Charles Penrose là một linh mục, kế nhiệm cha mình.

## Các tác phẩm
Các tác phẩm được công bố đáng chú ý nhất của ông bao gồm:
- An attempt to prove the truth of Christianity "Một nỗ lực nhằm chứng minh sự thật của Kitô giáo" (1805) (được viết khi ông phục vụ dưới tư cách giảng viên Bampton tại Đại học Oxford vào năm 1805.)
- An Inquiry into the Nature of Human Motives "Một cuộc điều tra về bản chất của động cơ con người" (1820)
- A treatise on the evidence of the Scripture miracles "Một luận án về bằng chứng về các phép lạ trong Kinh Thánh" (1826)
- Of Christian Sincerity "Về Sự Chân Thành Của Kitô Giáo" (1829)
- The Utilitarian Theory of Morals "Lý thuyết Đạo đức Hữu ích" (1836)
- Tiểu sử của Phó Đô đốc Sir Charles Vinicombe Penrose, K.C.B. và Đại úy James Trevenen, hiệp sĩ của các hội chức Nga của St. George và St. Vladimir (1850), London: John Murray, ISBN 0-665-40063-2

Bộ sưu tập của Thư viện Thần học Pitts bao gồm một bức thư ba trang từ John Penrose gửi cho một giám mục khuyết danh, đề ngày 24 tháng 11 năm 1844, bình luận về tính cách của Thomas Arnold.

## Các nguồn tư liệu
- Penrose, John, Archives and Manuscripts Dept, Pitts Theology Library, Emory University Lưu trữ ngày 6 tháng 8 năm 2021 tại Wayback Machine
- Penrose, John, Church of England clergyman and theological writer, Oxford Dictionary of National Biography (subscription required)